# Alexandra Naumik
Alexandra Naumik, aussi connue sous le nom de scène d'Alex, née le 12 août 1949 à Vilnius en République socialiste soviétique de Lituanie et morte le 17 septembre 2013 (à 64 ans) à Oslo en Norvège, est une artiste de rock et de pop norvégienne, célèbre dans les années 1970.

## Biographie
Elle naît en 1949 en RSS de Lituanie, sous l'ère stalinienne. Ses six premières années sont marquées par la déportation de sa famille en Sibérie avant de gagner la Pologne, à la suite de sa libération quelques années plus tard.
Devenue adolescente, elle commence à chanter. Elle remporte des compétitions et participe à des sessions d'enregistrement avec les artistes Agnieszka Osiecka et Adam Slawinski, pour la parution de l'album Listy Spiewajace (Singing Letters). Après avoir suivi des études à Łódź en 1969, elle déménage en Norvège l'année suivante et s'établit à Oslo, après son mariage avec le producteur et réalisateur Haakon Sandøy, avec qui elle a une fille, Naomi. Le couple divorce par la suite.
Son nom de scène Alex lui a été attribué par l'écrivain Jens Bjørneboe, qui lui dédicace son roman Kruttårnet (Powderhouse). Elle forme son propre groupe de rock éponyme en 1976, (composé de Bjørn Christiansen, Svein Gundersen, Brynjulf Blix et Per Ivar Johansen) et publie un album également intitulé Alex en 1977, le premier à lancer le genre rock-funk dans le pays, qui est élu Album de l'Année en Norvège. Alexandra Naumik devient la première artiste norvégienne à signer des contrats d'enregistrement avec des labels comme Polygram (devenu Universal Music Group) en 1977 et RCA Records, aux États-Unis, en 1978. Elle est amenée à collaborer avec des artistes comme David Foster, Andraé Crouch, Andy Summers et Glen Matlock. Par ailleurs, Alex obtient son propre show télévisé, Musikladen, en Allemagne. Elle voyage en Angleterre en 1979 pour enregistrer son troisième album Hello, I Love You, à Londres.
À l'été 1980, elle effectue des tournées en Asie, et représente la Norvège en Corée du Sud, au Festival de musique de Séoul. Le groupe perd son batteur, Per Ivar Johansen, dans un accident de bus le 19 septembre 1980.
Alex passe la majeure partie des années 1990 à travailler pour d'autres artistes, aux États-Unis et au Japon, avant de rentrer en Norvège au début des années 2000. L'un de ses plus récents succès est d'avoir participé à la conception de l'album Faith de la chanteuse d'origine suédoise Leana, n°1 des charts en juin 2006 et en janvier 2007.
Alexandra Naumik est retrouvée sans vie dans son appartement d'Oslo le 17 septembre 2013. Elle était âgée de 64 ans.

## Distinctions
Au cours de sa carrière, Alexandra Naumik reçoit plusieurs récompenses, dont le Norwegian Grammy en 1977, le prix Nordring à Helsinki en 1981 et est élue artiste féminine de l'année par le magazine Det Nye en 1980.

## Discographie

### Albums
- 1977 : Alex
- 1977 : Handle With Care
- 1979 : Hello, I Love You
- 1980 : Daddy’s Child
- 1981 : Alex’ beste (compilation)
- 1983 : Always
- 1991 : Almost
- 1993 : Living In Color

### Singles
- 1977 : Heartbreak Queen
- 1978 : Listen To The Music
- 1978 : Flying High
- 1979 : Rock Machine
- 1980 : Univers
- 1981 : Rock'N'Roller
- 1982 : I Love Warszawa
- 1984 : Dreamboy
- 1984 : Don't Break down My Heart
- 1991 : Almost
- 2008 : Home Is Where The Hatred Is
- 2008 : I Wanna Fly